# Susana Higuchi
Susana Shizuko Higuchi Miyagawa (Lima, 26 de abril de 1950-Lima, 8 de diciembre de 2021) fue una ingeniera civil y política peruana de ascendencia japonesa. Fue esposa de Alberto Fujimori y primera dama del Perú desde julio de 1990 hasta agosto de 1994, fecha en la que se divorció tras su oposición contra las medidas de gobierno hechas por Fujimori y de haber sido maltratada por el Servicio de Inteligencia Nacional al mando de Vladimiro Montesinos. En el ámbito político, fue elegida como congresista de la república por el Frente Independiente Moralizador durante 2 periodos parlamentarios.

## Biografía
Nació el 26 de abril de 1950 en Lima. Fue la menor de cuatro hijos de la familia Higuchi Miyagawa. A los quince años, terminó sus estudios escolares en el colegio estatal Señora de la Asunción.
Estudió la carrera de Ingeniería Civil en la Universidad Nacional de Ingeniería. En 1974, contrajo matrimonio con el ingeniero agrónomo Alberto Fujimori, con el cual tuvo cuatro hijos: Keiko, Hiro, Sachi y Kenji.

## Trayectoria política

### Primera dama del Perú
Luego de que Alberto Fujimori ganase las elecciones generales de Perú de 1990, se convirtió en la primera dama de la República. En 1992, denunció periodísticamente a familiares del presidente peruano por malversación de fondos y apropiación ilícita de donaciones realizadas por Japón, sin obtener apoyo de su cónyuge. Tras el autogolpe del 5 de abril de 1992, la familia Fujimori se mudó desde la casa de Pizarro, la residencia presidencial, a las instalaciones del Servicio de Inteligencia del Ejército (SIE).
En 1994, se divorció de Alberto Fujimori tras acusarlo de secuestro y torturas en los sótanos del SIE, que habían ocasionado un daño a su salud física y mental. Además, perdió el puesto de primera dama por «considerarla desleal» a su gobierno. En 1995, el Tribunal de Lima oficializó el divorcio.

### Opositora a Fujimori
Convertida en una opositora al gobierno fujimorista, Higuchi intentó postular a la presidencia del Perú en las elecciones generales de 1995 bajo el Movimiento Armonía siglo XXI-Frempol, pero el poder electoral peruano, sometido a Fujimori, invalidó tanto la inscripción de su fórmula presidencial como su posterior intento de encabezar la lista parlamentaria como candidata al Congreso de la República. Finalmente, la Comisión Interamericana de Derechos Humanos concluyó que se habían violado sus derechos al impedirle participar en esta elección.
Meses después, Higuchi intentó postular a la Alcaldía de Lima con su misma agrupación política, pero su candidatura quedó descartada por la ONPE bajo el argumento de incumplimiento de formalidades materiales.

### Congresista de la República
En las elecciones generales de Perú de 2000, postuló al Congreso por el Frente Independiente Moralizador y fue elegida para el periodo 2000-2005.
El 14 de septiembre de 2000 Higuchi se presentó junto a Fernando Olivera y Luis Ibérico, miembros de su bancada, en el Hotel Bolívar para dar una conferencia de prensa donde se difundió el video Kouri-Montesinos, el primer vladivideo hecho público, donde se vio al asesor presidencial Vladimiro Montesinos sobornando al congresista Alberto Kouri para que se pusiera a disposición del Gobierno; esto originó la caída del régimen fujimorista.
Tras la caída de Alberto Fujimori, su cargo parlamentario fue reducido hasta el 2001.
En las elecciones generales del Perú de 2001, fue reelegida por el Frente Independiente Moralizador para el periodo 2001-2006. Aunque posteriormente renunció a dicha agrupación tras discrepancias con sus colegas, y en 2005 decidió unirse a la bancada de Perú Ahora.

## Fallecimiento
|                | Keiko Fujimori | Twitter |
| @KeikoFujimori |                |         |

             Después de una dura lucha contra el cáncer, nuestra madre, Susana Higuchi acaba de partir al encuentro de Dios. Estuvo rodeada del amor de nosotros sus hijos y de sus nietos hasta el último momento. La encomendamos a la Virgen de la Inmaculada Concepción hoy en su día.
         

        8 de diciembre de 2021

El 8 de diciembre de 2021, se informó que la ex primera dama había fallecido. Se tenía conocimiento de su delicado estado de salud y permanecía internada en Oncosalud. Su hija Keiko Fujimori mediante su cuenta de Twitter publicó una dedicatoria en donde informaba del deceso de su madre.